# Hoya-Gonzalo
Hoya-Gonzalo er en by og kommune i det sydøstlige Spanien i provinsen Albacete. Den har et indbyggertal på 593 (2024) indbyggere.